# Atlitengo
Atlitengo är en ort i Mexiko.   Den ligger i kommunen Quechultenango och delstaten Guerrero, i den södra delen av landet, 220 km söder om huvudstaden Mexico City. Atlitengo ligger 795 meter över havet och antalet invånare är 244.
Terrängen runt Atlitengo är kuperad västerut, men österut är den bergig. Atlitengo ligger nere i en dal. Runt Atlitengo är det ganska glesbefolkat, med 38 invånare per kvadratkilometer. Närmaste större samhälle är Chilapa de Alvarez, 18,7 km norr om Atlitengo. I omgivningarna runt Atlitengo växer huvudsakligen savannskog.